# Philippinen-Spatelschwanzpapagei
Der Philippinen-Spatelschwanzpapagei (Prioniturus discurus) ist ein mittelgroßer Vertreter aus der Familie der Altweltpapageien.

## Aussehen

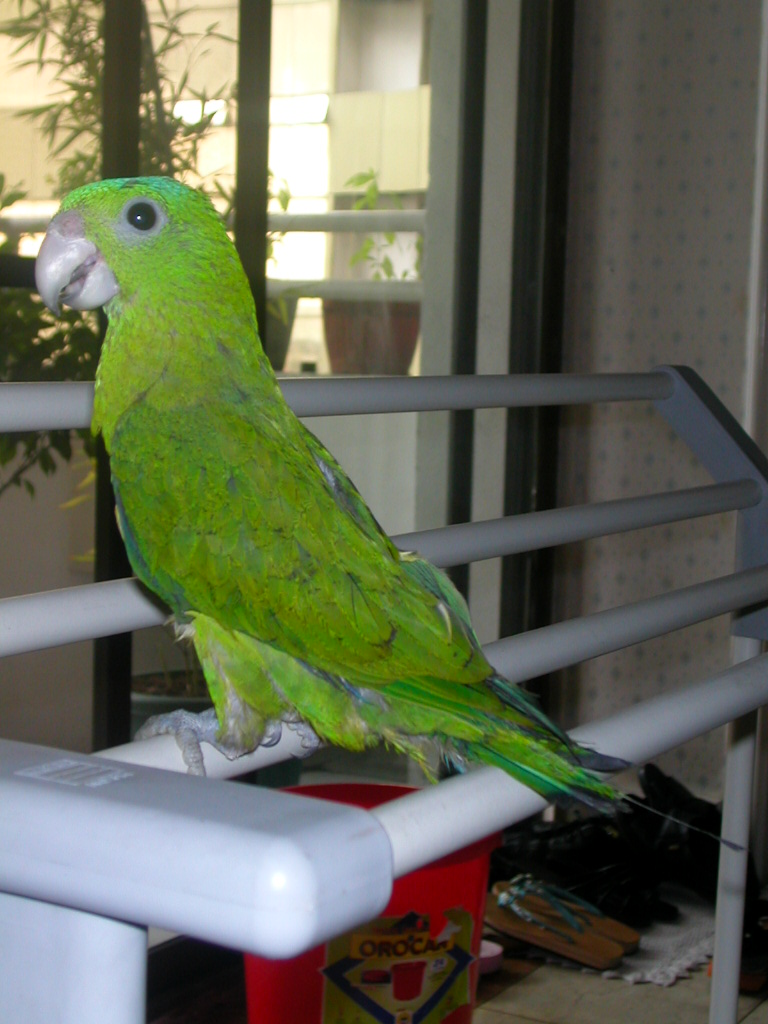
Philippinen-Spatelschwanzpapagei

Der Philippinen-Spatelschwanzpapagei erreicht eine Körperlänge von 27 cm. Er hat ein grünes Gefieder, das am Rücken deutlich dunkler ist. Der obere Teil des Kopfs ist hellblau oder dunkelgrün. Der Hals und der Bauch sind gelbgrün gehalten. Die Füße und der Schnabel sind grau. Die Flügel- und die Schwanzunterseite sind dunkelgrün. Am Schwanzende sitzen zwei lange, dunkle, dünne Federn mit einem spatelförmigen schwarzen Ende. Männchen und Weibchen unterscheiden sich im Gefieder nicht wesentlich voneinander. Die Unterarten unterscheiden sich in der Gefiederfarbe sehr deutlich, manche haben einen hellblauen Kopf, während bei anderen Unterarten nur die Stirn hellblau ist.

## Verbreitung und Lebensraum
Der Philippinen-Spatelschwanzpapagei ist auf den Inseln der Philippinen bis zu der südphilippinschen Insel Jolo endemisch. Er lebt in den Wäldern und Lichtungen der Inseln. Daneben kommt er auch in Bananenplantagen vor.

## Lebensweise
Als Nahrung dienen dieser Papageienart Beeren und andere Früchte, Pflanzensamen sowie Pflanzentriebe. Sie ziehen in kleinen Gruppen meist lautstark durch das Kronendach hoher Bäume. Die Schreie der Vögel sind sehr schrill.

## Fortpflanzung
Das Nest baut der Philippinen-Spatelschwanzpapagei hoch oben in den Stämmen abgestorbener Bäume. Die Brutdauer beträgt 17–23 Tage. Beide Elterntiere versorgen die Jungen. Diese Art nistet in kleineren Kolonien zusammen.

## Unterarten
Bisher sind zwei Unterarten bekannt:
- Prioniturus discurus whiteheadi Salomonsen, 1953[2] – Diese Unterart kommt auf Luzon bis Leyte und Bohol vor.
- Prioniturus discurus discurus (Vieillot, 1822)[3] – Die Nominatform kommt auf Mindanao, Basilan und den Inseln im Sulu-Archipel vor.

## Gefährdung
Aufgrund ihrer relativ weiten Verbreitung und da für diese Art keinerlei Bedrohungen durch Umweltveränderungen bekannt sind, stuft die IUCN diese Art als nicht gefährdet (Least Concern) ein.